# Luciano Pirazzini
Luciano Pirazzini (Pavullo nel Frignano, 12 gennaio 1932 – Pavullo nel Frignano, 4 luglio 1998) è stato un allenatore di calcio e calciatore italiano, di ruolo difensore.

## Caratteristiche tecniche

### Giocatore
Ha giocato come difensore, nel ruolo di terzino prima e libero dopo.

## Carriera

### Giocatore
Debutta in IV Serie con la Notinese, dove resta per quattro stagioni, e successivamente gioca nella stessa categoria con l'Acireale; nella stagione 1954-1955 disputa 4 gare in Serie C con la maglia del Piacenza. Passa quindi al Bolzano, in IV Serie: la formazione altoatesina manca la promozione in Serie C dopo aver perso lo spareggio con la Reggiana. In seguito gioca per tre anni con il Siena, di cui diventa anche capitano, sfiorando la Serie B nel 1958-1959 quando perde lo spareggio contro l'Ozo Mantova.
Dopo aver militato anche nell'Ancona, termina la carriera in Serie D con Pietrasanta e Merano, dove nel campionato di Serie D 1965-1966 è giocatore e allenatore.

### Allenatore
Dopo aver iniziato nel 1966 come allenatore in seconda del Bari, nella stagione 1973-1974 debutta su una panchina di Serie B sostituendo a partire dalla quattordicesima giornata l'esonerato Carlo Regalia alla guida dei biancorossi, che non riusciranno ad evitare la retrocessione in Serie C. Pirazzini siede sulla panchina dei pugliesi anche nel successivo campionato di Serie C 1974-1975, mentre nel 1975-1976 viene sostituito da Gianni Seghedoni dopo la nona giornata.
Negli anni seguenti allena in Serie C a Brindisi dove viene esonerato dopo poche giornate, a Crotone dove viene sostituito da Luigi Maifredi, ed in Serie C2 a Riccione dove viene sostituito da Giancarlo Ansaloni.
Nel campionato di Serie D 1979-1980 raggiunge una promozione in Serie C2 alla guida del Martina, che allena anche nei due anni seguenti. Allena ancora in Serie C2 l'Osimana dove subentra a campionato in corso, poi per due anni la Fidelis Andria, l'Orceana, il Suzzara dove subentra al posto di Ugo Tomeazzi alla fine del girone di andata non riuscendo tuttavia ad evitare la retrocessione scongiurata poi da un ripescaggio, il Potenza dove a metà stagione sostituisce Luigi Milan ed infine subentra alla guida del Bisceglie nel campionato di Serie C2 1989-1990 che vede la retrocessione dei pugliesi nel campionato Interregionale, seguita dal successivo ripescaggio.
Chiude la carriera di allenatore tra i dilettanti modenesi, con la Pavullese.

## Palmarès

### Giocatore

#### Competizioni nazionali
- IV Serie: 1

Bolzano: 1955-1956